# Ken Hisatomi
Ken Hisatomi (久富 賢 Hisatomi Ken?), född 29 september 1990 i Saga prefektur, är en japansk fotbollsspelare.
Hisatomi började sin karriär 2009 i Yokohama FC. Efter Yokohama FC spelade han för Matsumoto Yamaga FC, Fujieda MYFC och Blaublitz Akita.